# Bobosan
Bobosan is een bestuurslaag in het regentschap Banyumas van de provincie Midden-Java, Indonesië. Bobosan telt 5617 inwoners (volkstelling 2010).